# Rokstarr
Rokstarr — второй студийный альбом британского певца и автора песен Тайо Круса, выпущенный 12 октября 2009 года в Великобритании. 11 июня 2010 года в Европе и США была выпущена переработанная версия альбома, которая стала там дебютным альбомом Круса. 22 мая 2011 года вторая исправленная версия альбома была выпущена в Бразилии, других странах Южной Америки и Европе. Альбом дебютировал под номером 14 в британском чарте альбомов и под номером восемь в американском Billboard 200. Название представляет собой вырезание слова «рок-звезда».

## Фон
В разговоре с Питом Льюисом из Blues & Soul Крус объяснил музыкальную подоплеку альбома: «Этот альбом демонстрирует довольно большой размах. В нём по-прежнему присутствуют акценты в стиле хип-хопа, танцевальной музыки и R&B, но также присутствуют элементы рока и инди-рока. И в плане текстов, поскольку, по сути, я родом из балладного места, где я слушал таких людей, как Boyz II Men и Babyface, многие песни действительно так или иначе посвящены отношениям. Но разница в этот раз в том, что, помимо полноценных песен о любви, я получаю от всего этого немного больше веселья!»

## Оценка
| Оценки критиков      | Оценки критиков |
| Источник             | Оценка          |
| -------------------- | --------------- |
| AllMusic             | [ 2 ]           |
| BBC                  | (favourable)    |
| The Boston Globe     | (positive)      |
| Digital Spy          | [ 5 ]           |
| Entertainment Weekly | (B-)            |
| NME                  | [ 7 ]           |
| Rolling Stone        | (mixed)         |
| The Guardian         | [ 9 ]           |
| The New York Times   | (favorable)     |
| Yahoo! Music         | [ 11 ]          |

Альбом получил в целом смешанные и положительные отзывы критиков. На Metacritic, который присваивает рецензиям основных критиков нормализованную оценку из 100, альбом получил средний балл 61 на основе 11 рецензий, что указывает на «в целом положительные отзывы». Майк Драйвер из BBC дал чрезвычайно положительный отзыв, заявив, что: «Rokstarr подпрыгивает в ритме, который кажется свежим и ярким». Кен Капобьянко из The Boston Globe говорит, что Rokstarr — это «приятная, стабильная коллекция синглов, которая должна стать бесконечным кормом для радио». В обзоре New York Times говорится, что «есть банальные тексты для навигации („Ударь по полу, потому что это мои планы, планы, планы, планы/Я ношу все свои любимые бренды, бренды, бренды, бренды“ на „Dynamite“), но они не нарушают настроении, которое бывает решительным и редко чувственным: оказывается, у мистера Круса нет выключателя». Entertainment Weekly высказали мнение, что «единственная песня равного калибра с „Break Your Heart“ из его дебюта в США — это секстинговый номер „Dirty Picture“ с участием Кешы. Остальные треки легко забываются и включают в себя подбрасывание рук в воздух („Динамит“) и одно неловкое усилие, чтобы подняться („Я могу быть“)».
В обзоре Rolling Stone прямо говорится: «Пению Круса не хватает индивидуальности, а Rokstarr в конечном итоге представляет собой сборник приличных, но общих треков евродиско без звезды — „рок“ или чего-то ещё — чтобы заинтересовать слушателя». NME признается, что «хотя падение Круса происходит, когда он играет роль игрока („Break Your Heart“, „Dirty Picture“), очевидно, что его настоящий талант проявляется, когда он меняет вокальные манипуляции на баллады, как в „Falling In Love“, и игнорирует романтический цинизм ради довольно обнадеживающего „The 11th Hour“». Дэвид Джеффрес из Allmusic оценил его на 3 звезды из 5 и пришёл к выводу, что: «и заразны, как они приходят. в то время как продюсер Крус представляет собой пакет Akon -meets- will.i.am -meets- Xenomania, о котором мечтали радио и звукозаписывающие компании. Звучит хорошо, и альбом проходит весь путь, но лирика — больной вопрос, и когда появляются баллады, которые помогают завершить усилие, просто помогите подчеркнуть, насколько его слова банальны. Тем не менее, когда вы позволяете клише отойти на задний план, это мастер-класс того, что мейнстрим хочет для саундтрека в 2010 году».

## Коммерческая производительность
Альбом дебютировал под номером 8 в Billboard 200 с продажами 24 000 копий. На второй неделе альбом опустился на 50-е место с продажами всего 9 000 копий. На третьей неделе он опустился на 101-ю позицию.

## Синглы
- «Take Me Back», хотя официально и не является синглом от Rokstarr, была включена в альбом. Трек с участием Тинчи Страйдера был выпущен как сингл с его альбома Catch 22, заняв 3-е место в UK Singles Chart.
- «Break Your Heart» был выпущен первым синглом с альбома. Он провел три недели на вершине британского чарта синглов. Для выпуска в Америке на него был сделан ремикс с участием американского рэпера Ludacris, и он занял первое место в американском Billboard Hot 100, где оставался на вершине чартов в течение одной недели.
- «No Other One» — второй сингл с альбома. Критики встретили его от смешанных до отрицательных. Он не оправдал ожиданий или успеха предыдущего сингла. Он был выпущен только в Великобритании. Он достиг 42 места в UK Singles Chart и 16 места в UK R&B Chart.
- «Dirty Picture» с участием американской электропоп-певицы Кеши был объявлен третьим синглом с альбома. Он был выпущен в апреле 2010 года в Австралии и в мае 2010 года в Великобритании. Он занял шестое место в Великобритании и десятое место в Ирландии. Он достиг 16-го места в Австралии и 12-го места в Новой Зеландии. Песня дебютировала под номером 96 в американском Billboard Hot 100 без официального релиза из-за большого количества цифровых загрузок после выпуска альбома в США. Он был отправлен в Top 40 и Rhythmic Radio как третий сингл в США 28 сентября 2010 г.
- «Dynamite» был выпущен как четвёртый сингл с альбома и первый сингл с исправленной версии альбома. Песня дебютировала под номером 26 в Billboard Hot 100, а затем поднялась на второе место, став вторым хитом Круса в США. Он также возглавил австралийский чарт ARIA. Он занял первое место в UK Singles Chart.
- «Higher» был выпущен как пятый сингл с альбома и второй сингл с исправленной версии альбома. Существует четыре версии песни: сольная версия Круса, версия с участием Трэви МакКоя, версия с участием Кайли Миноуг и версия с МакКоем и Миноуг. Версия МакКоя была выпущена в США, версия Миноуг была выпущена в Европе и Австралии, а версия с обоими была выпущена в Великобритании. Версия МакКоя была отправлена на радио США 30 ноября 2010 г.
- «Telling the World» был выпущен как шестой сингл с альбома и первый сингл со второй исправленной версии альбома. Это был главный сингл из саундтрека к анимационному фильму «Рио» и достиг 138-й строчки в UK Singles Chart.
- «Falling in Love» был выпущен как седьмой сингл с альбома и второй сингл со второго исправленного издания альбома. Он был выпущен как сингл только в некоторых странах, включая Испанию. Музыкальное видео было выпущено 18 февраля 2011 г.

## Список композиций
| №   | Название                                               | Автор(ы)             | Producer(s)               | Длительность |
| --- | ------------------------------------------------------ | -------------------- | ------------------------- | ------------ |
| 1.  | «Break Your Heart»                                     | Cruz, Fraser T Smith | Taio Cruz, Fraser T Smith | 3:22         |
| 2.  | «Dirty Picture» (featuring Kesha)                      | Cruz, Smith          | Taio Cruz, Fraser T Smith | 3:41         |
| 3.  | «No Other One»                                         | Cruz, Smith          | Taio Cruz, Fraser T Smith | 3:38         |
| 4.  | «Forever Love»                                         | Taio Cruz            | Fraser T Smith            | 4:12         |
| 5.  | «Take Me Back» (featuring Tinchy Stryder) (Version A^) | Cruz                 | Fraser T. Smith           | 3:34         |
| 6.  | «Best Girl»                                            | Cruz, The Arcade     | Taio Cruz, The Arcade     | 4:09         |
| 7.  | «I’ll Never Love Again»                                | Cruz                 | Taio Cruz                 | 3:49         |
| 8.  | «Only You»                                             | Cruz, Smith          | Taio Cruz, Fraser T Smith | 3:42         |
| 9.  | «Falling in Love»                                      | Cruz, Alan Kasirye   | Taio Cruz, Alan Nglish    | 3:31         |
| 10. | «Keep Going»                                           | Taio Cruz            | Sandy Vee, Taio Cruz      | 3:28         |
| 11. | «Feel Again»                                           | Cruz                 | Taio Cruz, Alan Nglish    | 3:40         |
| 12. | «The 11th Hour»                                        | Cruz                 | Taio Cruz                 | 3:36         |

| №   | Название                                                   | Длительность |
| --- | ---------------------------------------------------------- | ------------ |
| 13. | «Falling in Love» (Acoustic Version)                       | 3:11         |
| 14. | «Come On Girl» (Live from iTunes London Festival '08)      | 3:44         |
| 15. | «I Can Be» (Live from iTunes London Festival '08)          | 4:08         |
| 16. | «I Just Wanna Know» (Live from iTunes London Festival '08) | 4:04         |
| 17. | «Moving On» (Live from iTunes London Festival '08)         | 3:40         |
| 18. | «She’s Like a Star» (Live from iTunes London Festival '08) | 3:44         |

| №   | Название                                | Автор(ы)                                                             | Producer(s)               | Длительность |
| --- | --------------------------------------- | -------------------------------------------------------------------- | ------------------------- | ------------ |
| 1.  | «Dynamite»                              | Taio Cruz, Lukasz Gottwald, Max Martin, Benjamin Levin, Bonnie McKee | Dr. Luke, Benny Blanco    | 3:24         |
| 2.  | «Break Your Heart» (featuring Ludacris) | Taio Cruz, Fraser T Smith, Christopher Bridges                       | Taio Cruz, Fraser T Smith | 3:06         |
| 3.  | «Dirty Picture» (featuring Ke$ha)       | Cruz, Smith                                                          | Taio Cruz, Fraser T Smith | 3:39         |
| 4.  | «Take Me Back» (Version C^^)            | Kwasi Danquah, Smith, Cruz                                           | Fraser T Smith            | 3:12         |
| 5.  | «I’ll Never Love Again»                 | Taio Cruz                                                            | Taio Cruz                 | 3:49         |
| 6.  | «I Can Be»                              | Cruz                                                                 | Taio Cruz                 | 3:47         |
| 7.  | «No Other One»                          | Cruz, Smith                                                          | Taio Cruz, Fraser T Smith | 3:37         |
| 8.  | «Come On Girl» (featuring Luciana)      | Cruz                                                                 | Taio Cruz                 | 3:33         |
| 9.  | «Falling in Love»                       | Cruz, Alan Kasirye                                                   | Taio Cruz, Alan English   | 3:32         |
| 10. | «Higher»                                | Cruz, Sandy Vee                                                      | Sandy Vee, Taio Cruz      | 3:08         |
| 11. | «Feel Again»                            | Cruz                                                                 | Taio Cruz, Alan English   | 3:39         |

| №   | Название                                                                 | Длительность |
| --- | ------------------------------------------------------------------------ | ------------ |
| 12. | «Dirty Picture» (featuring Ke$ha & Fabolous)                             | 3:40         |
| 13. | «Break Your Heart» (featuring Ludacris (Mixin Marc & Tony Svejda Remix)) | 3:48         |
| 14. | «Forever Love»                                                           | 4:12         |

| №   | Название                          | Автор(ы)        | Producer(s)          | Длительность |
| --- | --------------------------------- | --------------- | -------------------- | ------------ |
| 12. | «Higher» (featuring Travie McCoy) | Cruz, Sandy Vee | Sandy Vee, Taio Cruz | 3:38         |

| №   | Название                                                    | Длительность |
| --- | ----------------------------------------------------------- | ------------ |
| 12. | «Dirty Picture» (Spanish Version (featuring Paulina Rubio)) | 3:39         |

| №   | Название                           | Автор(ы) | Producer(s)             | Длительность |
| --- | ---------------------------------- | -------- | ----------------------- | ------------ |
| 10. | «Higher» (featuring Kylie Minogue) |          |                         | 3:07         |
| 11. | «Feel Again»                       | Cruz     | Taio Cruz, Alan English | 3:39         |

| №   | Название                                | Автор(ы)                                                             | Producer(s)               | Длительность |
| --- | --------------------------------------- | -------------------------------------------------------------------- | ------------------------- | ------------ |
| 1.  | «Dynamite»                              | Lukasz Gottwald, Max Martin, Benjamin Levin, Bonnie McKee, Taio Cruz | Dr. Luke, Benny Blanco    | 3:24         |
| 2.  | «Break Your Heart» (featuring Ludacris) | Taio Cruz, Fraser T Smith, Christopher Bridges                       | Taio Cruz, Fraser T Smith | 3:06         |
| 3.  | «Dirty Picture» (featuring Ke$ha)       | Cruz, Smith                                                          | Taio Cruz, Fraser T Smith | 3:39         |
| 4.  | «Take Me Back» (Version C^^)            | Kwasi Danquah, Smith, Cruz                                           | Fraser T Smith            | 3:12         |
| 5.  | «I'll Never Love Again»                 | Taio Cruz                                                            | Taio Cruz                 | 3:49         |
| 6.  | «I Can Be»                              | Cruz                                                                 | Taio Cruz                 | 3:47         |
| 7.  | «No Other One»                          | Cruz, Smith                                                          | Taio Cruz, Fraser T Smith | 3:37         |
| 8.  | «Come On Girl» (featuring Luciana)      | Cruz                                                                 | Taio Cruz                 | 3:33         |
| 9.  | «Falling in Love»                       | Cruz, Alan Kasirye                                                   | Taio Cruz, Alan English   | 3:32         |
| 10. | «Higher» (featuring Kylie Minogue)      |                                                                      |                           | 3:07         |
| 11. | «Feel Again»                            | Cruz                                                                 | Taio Cruz, Alan English   | 3:39         |
| 12. | «She’s Like a Star»                     |                                                                      |                           | 3:38         |
| 13. | «I Just Wanna Know»                     |                                                                      |                           | 3:58         |
| 14. | «Forever Love»                          |                                                                      |                           | 4:12         |
| 15. | «Higher» (featuring Travie McCoy)       |                                                                      |                           | 3:38         |
| 16. | «Break Your Heart» (Agent X Remix)      |                                                                      |                           | 5:42         |
| 17. | «Dynamite» (Ralphi Rosario Radio Edit)  |                                                                      |                           | 3:39         |
| 18. | «Higher» (Club Junkies Radio Edit)      |                                                                      |                           | 3:17         |
| 19. | «Dirty Picture» (Redtop Radio Edit)     |                                                                      |                           | 3:24         |
| 20. | «Telling the World»                     | Taio Cruz, Alan Kasirye                                              | Taio Cruz                 | 4:09         |

## Чарты
| Чарт (2009—2010)                 | Позиция |
| -------------------------------- | ------- |
| Австралия (ARIA)                 | 14      |
| Австрия (Ö3 Austria)             | 36      |
| Бельгия/Фландрия (Ultratop)      | 45      |
| Бельгия/Валлония (Ultratop)      | 93      |
| Канада (Canadian Albums Chart)   | 3       |
| Дания (Hitlisten)                | 36      |
| Нидерланды (Album Top 100)       | 95      |
| Франция (SNEP)                   | 20      |
| Германия (Offizielle Top 100)    | 31      |
| Германия (German Newcomer Chart) | 2       |
| Греция (IFPI)                    | 24      |
| Ирландия (SNEP)                  | 24      |
| Мексика (Top 100 Mexico)         | 77      |
| Швейцария (Schweizer Hitparade)  | 39      |
| UK Albums (OCC)                  | 14      |
| США (Billboard 200)              | 8       |

| Чарт (2010)              | Позиция |
| ------------------------ | ------- |
| Australian Albums (ARIA) | 85      |
| French Albums (SNEP)     | 195     |

| Регион | Сертификация | Продажи |
| --- | ------------ | ------- |
| Австралия (ARIA) | Золотой      | 35 000^ |
| Австрия (IFPI Austria) | Золотой      | 10 000* |
| Канада (Music Canada) | Золотой      | 40 000^ |
| Германия (BVMI) | Золотой      | 100 000 |
| Сингапур (RIAS) | Золотой      | 5000*   |
| Великобритания (BPI) | Золотой      | 100 000 |
| * Данные о продажах приведены только на основе сертификации. · ^ Данные о тиражах приведены только на основе сертификации. · Данные о продажах + прослушиваниях приведены только на основе сертификации. |              |         |

## История релиза
| Регион         | Дата            | Формат                                               | Лейбл           |
| -------------- | --------------- | ---------------------------------------------------- | --------------- |
| Великобритания | 12 октября 2009 | CD single, Digital download (Original Edition)       | Island Records  |
| Польша         | 7 мая 2010      | CD single, Digital download (Original Edition)       | Universal Music |
| США            | 1 июня 2010     | CD single, Digital download (Revised Edition)        | Mercury Records |
| Канада         | 1 июня 2010     | CD single, Digital download (Revised Edition)        | Universal Music |
| Бразилия       | 7 июня 2010     | CD single, Digital download (Revised Edition)        | Universal Music |
| Австралия      | 16 июля 2010    | CD single, Digital download (Revised Edition)        | Island Records  |
| Европа         | 19 ноября 2010  | CD single, Digital download (Revised Edition)        | Island Records  |
| Бразилия       | 1 апреля 2011   | CD single, Digital download (Second Revised Edition) | Universal Music |